# Style Henri II (XIXe siècle)
Pour les articles homonymes, voir Style Henri II.

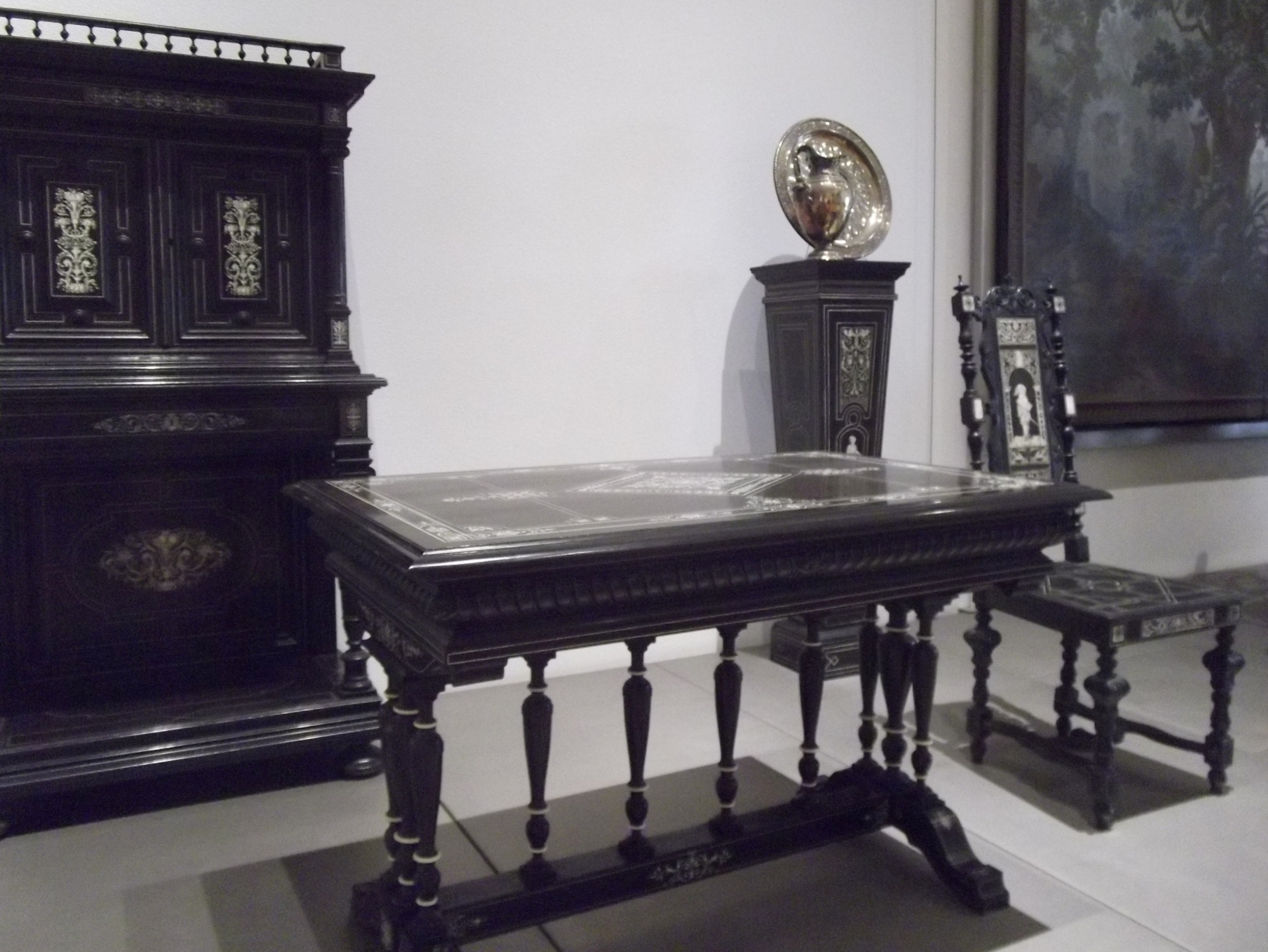
Mobilier de style Henri II réalisé vers 1880.

Le style Henri II est le nom donné au XIXe siècle aux arts décoratifs et à l'architecture de la Seconde Renaissance française (correspondant au règne du roi Henri II), puis aux créations modernes qui imitaient ce style. Il est d'ailleurs aujourd'hui plutôt utilisé pour désigner ce style néo-Renaissance du mobilier français qui s'est énormément diffusé durant la seconde moitié du XIXe siècle et qui a perduré au XXe siècle.

## Origines et évolution

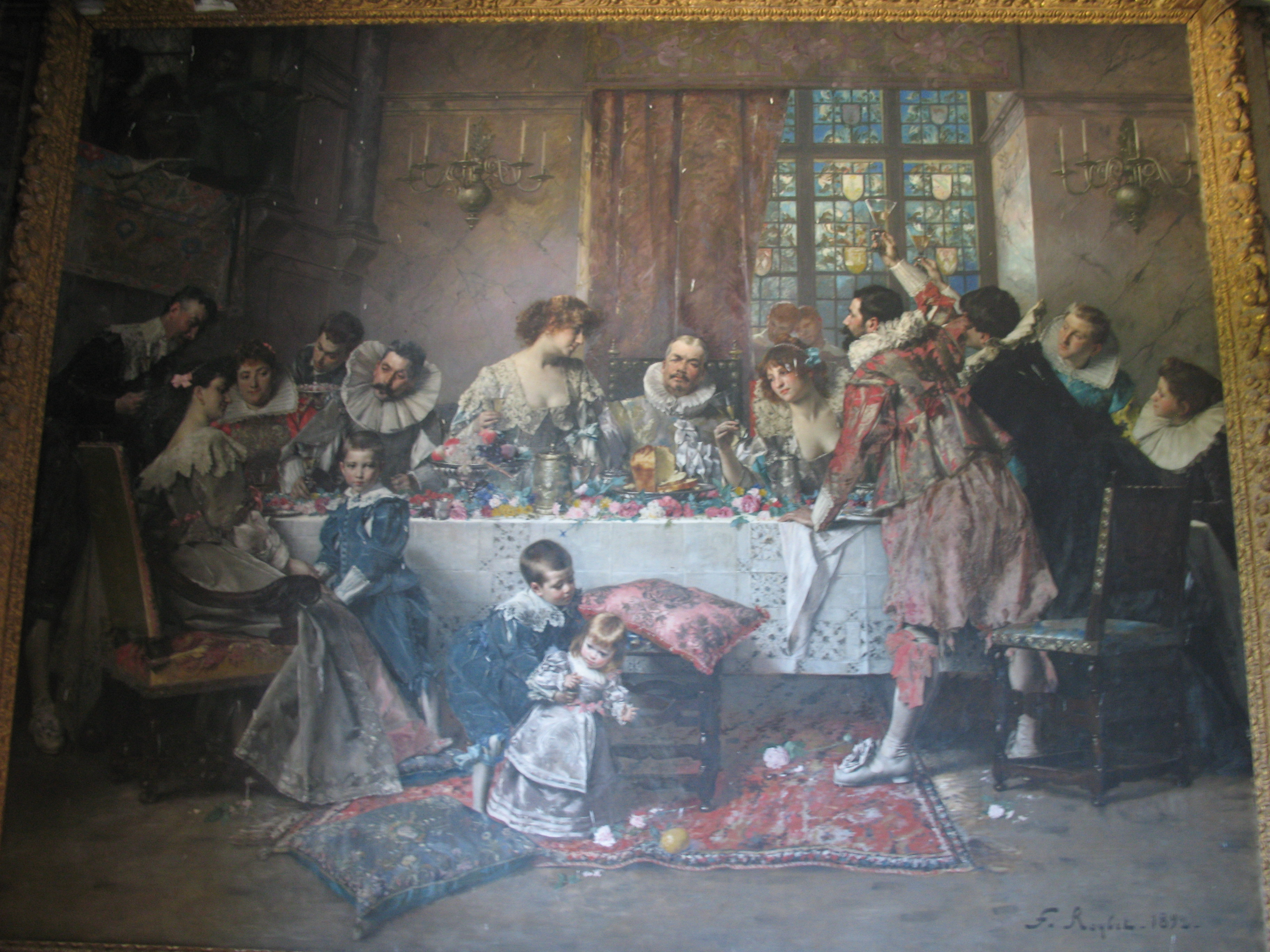
Tableau de Ferdinand Roybet caractéristique des ambiances « haute époque » en vogue dans les intérieurs. Ces tableaux étaient souvent diffusés par la gravure et la lithographie.

Inspiré par les formes du mobilier et du décor de la seconde moitié du XVIe siècle, le style Henri II ou style néo-Renaissance se développe en France à partir du règne de Louis-Philippe. 
La Renaissance française, remise à l'honneur en premier lieu par le musée des monuments français d'Alexandre Lenoir mais surtout par l'architecte Félix Duban, trouve sa popularité au XIXe siècle par son origine nationale, et l'alternative qu'elle propose au sacro-saint style néoclassique imposé comme norme académique depuis l'Ancien Régime. La diffusion des formes et leur succès sont aussi encouragés par les courants romantiques et aux succès littéraires populaires d'Alexandre Dumas père et de Victor Hugo.
Il connaît son apogée sous le Second Empire, avant d'être décliné dans la fabrication de meubles industriels. Devenu un style convenu au début du XXe siècle, il s'est progressivement démodé après la Première Guerre mondiale.

## Caractéristiques
Le mobilier et le décor reprennent les formes stéréotypées de la Seconde Renaissance française : décor architectural, mascarons, plateaux soutenus par des colonnes annelées, grotesques, feuilles d'acanthe, larges corniches débordantes, balustres tournées et sculptures figurées en bas-relief. Les frontons sont quasiment toujours ornées d'un cartouche. Le goût est à la « haute époque » comprenant Moyen Âge, Renaissance et la première moitié du XVIIe siècle. Le Henri II du XIXe siècle est d'ailleurs un style assez composite, selon la tendance éclectique de l'époque, et mêle très souvent la Renaissance avec les formes appartenant au style Louis XIII (ou plus rarement Louis XIV) telles que les colonnes torses, les motifs en pointe de diamant et les franges sur les meubles tapissés. Le régionalisme y est aussi présent à la fin du siècle, avec l’intégration de styles régionaux tels que ceux du mobilier basque ou breton.

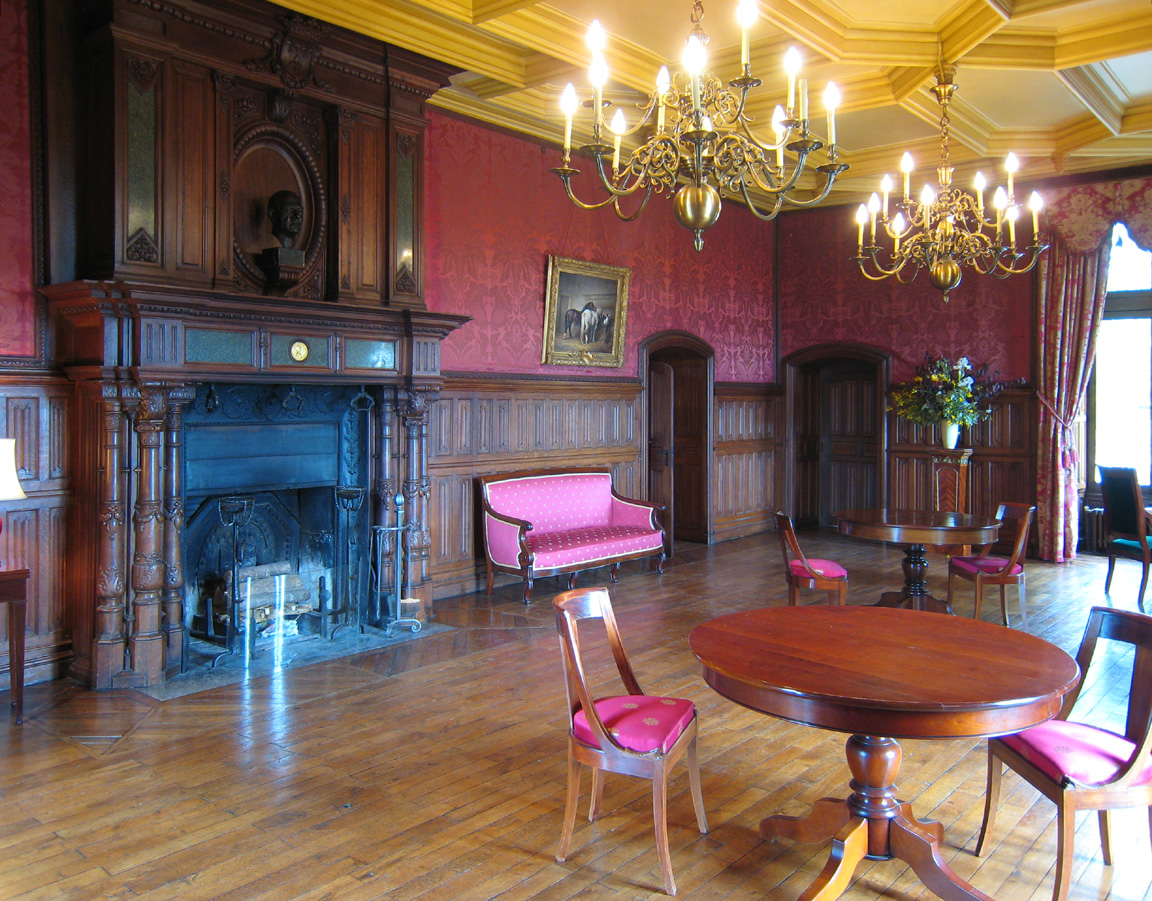
Cheminée et boiseries du château de Candé
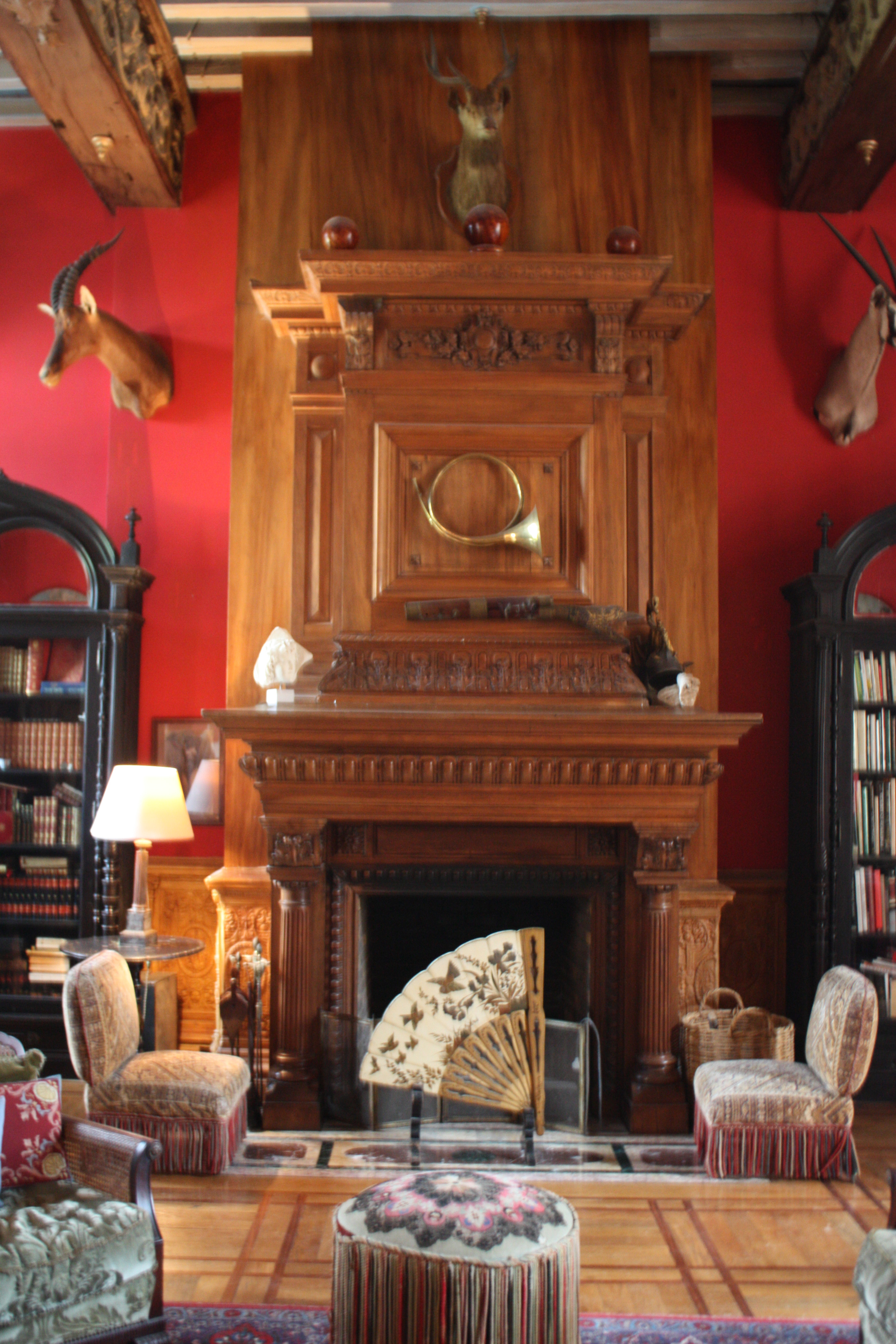
Cheminée du château de Cormartin.
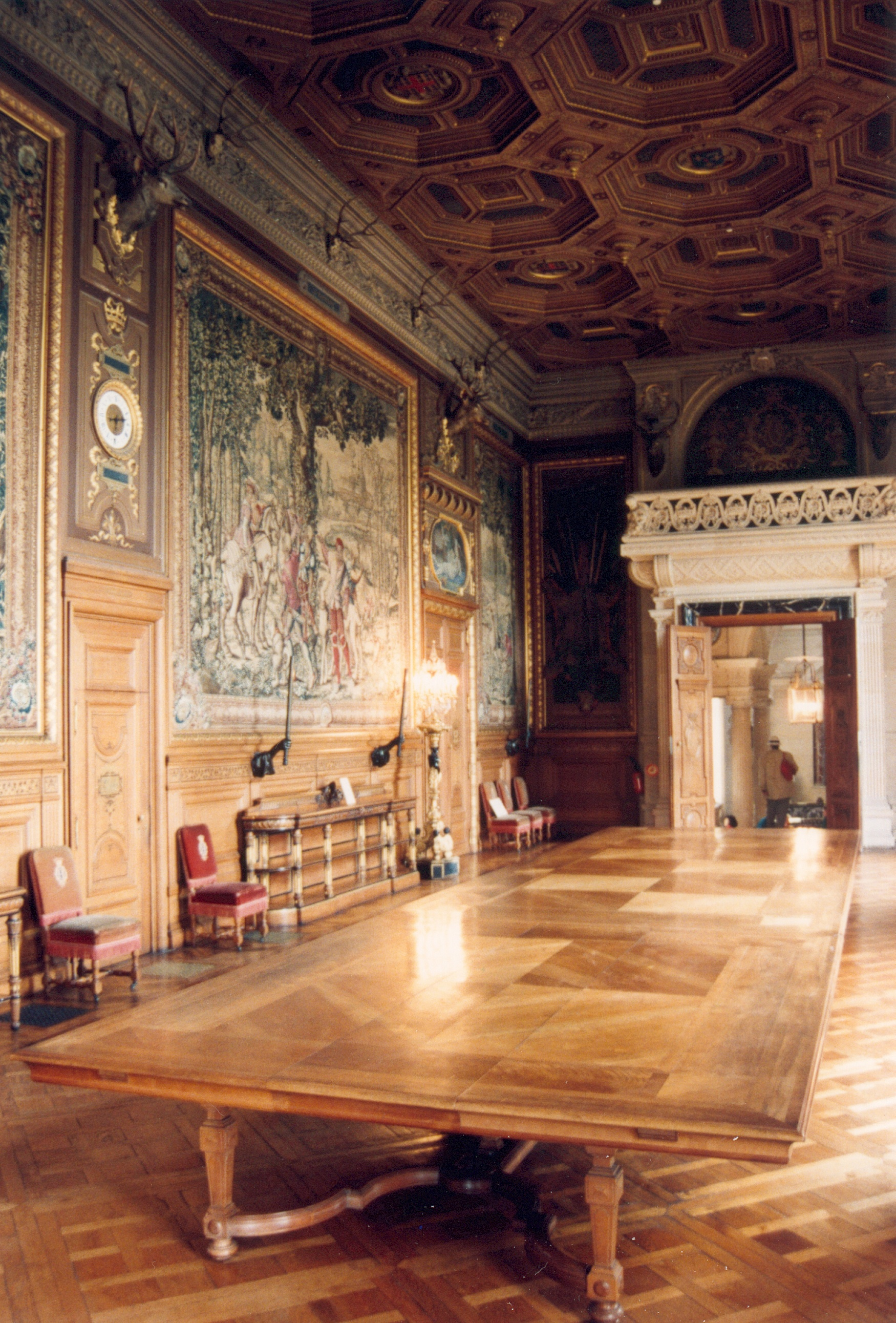
Galerie des cerfs du château de Chantilly, par Honoré Daumet 1875-1880.
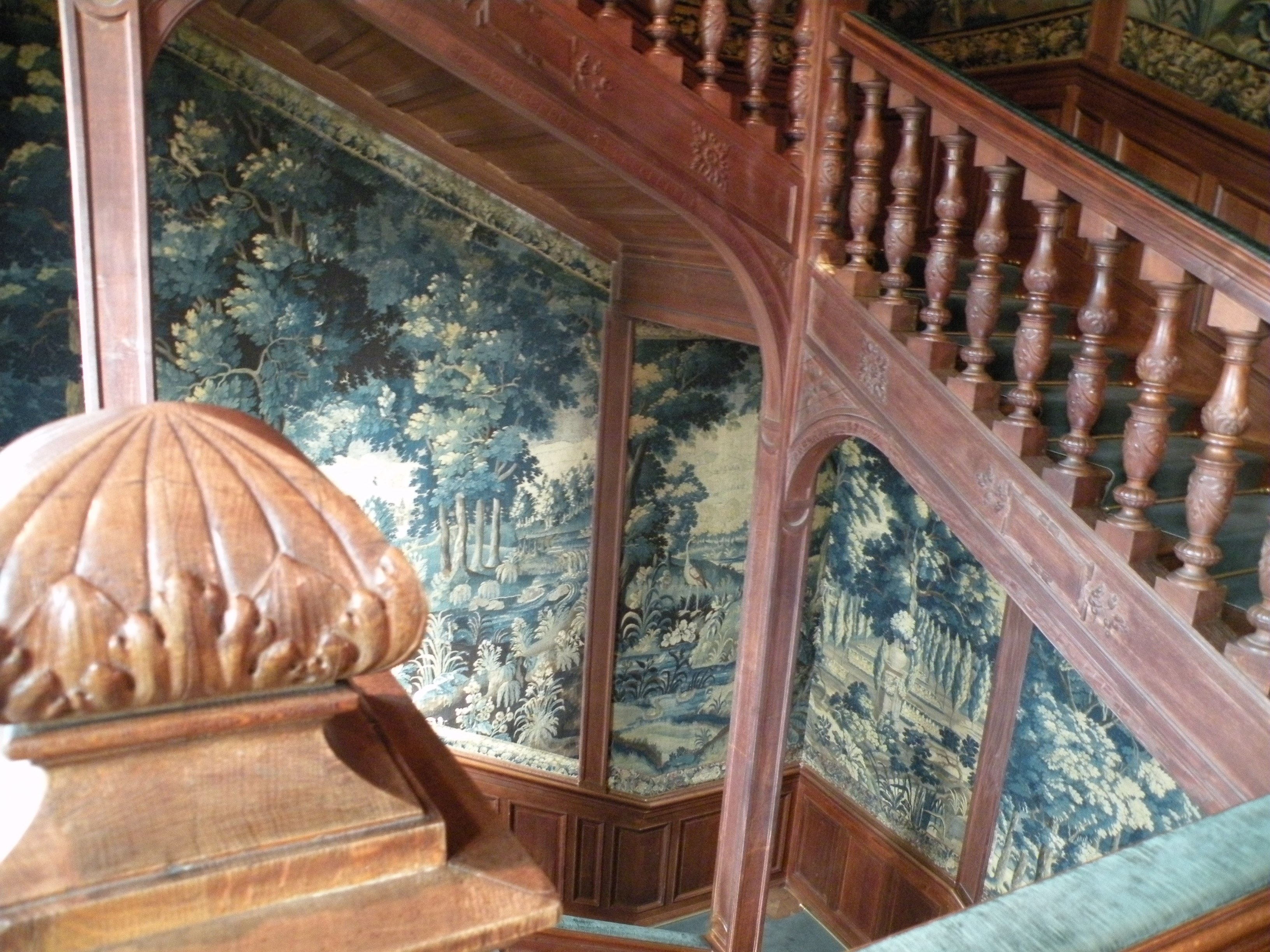
Escalier de l'hôtel Oberthür, à Rennes
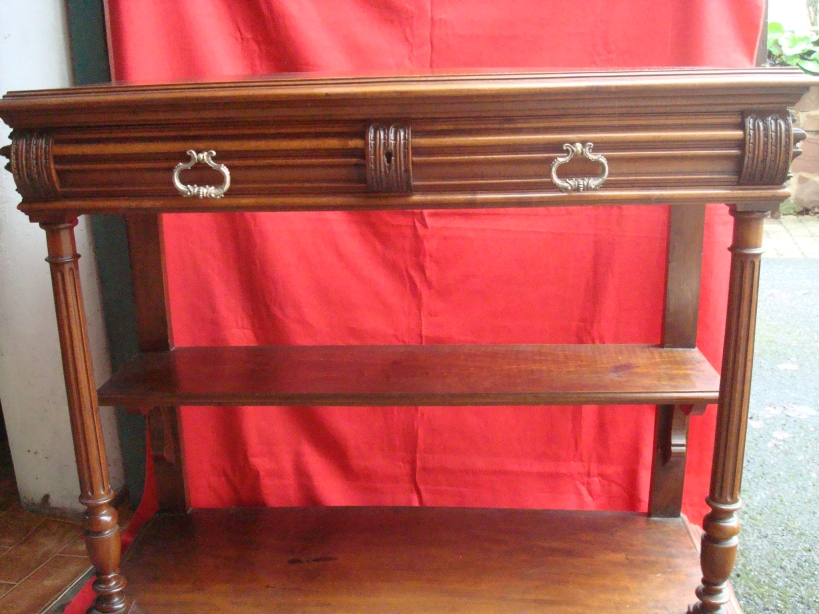
Desserte de style Henri II, fin XIXe siècle.

## Popularité
Dans les châteaux et appartements aisés les amateurs font appel à ce style évocateur, parfois pour mettre en valeur du véritable mobilier Renaissance dont la collection est très à la mode. Souvent d'ailleurs, ces meubles d'époque sont très retouchés voire remontés par des ébénistes à partir d'éléments d'origines disparates. C'est aussi un style fréquent dans les aménagements d'appartements des bâtiments d'apparat, puis des monuments historiques : palais des Tuileries, Louvre, différents ministères, bibliothèques...
Un bel exemple est la chambre du comte de Chambord au château de Chambord :

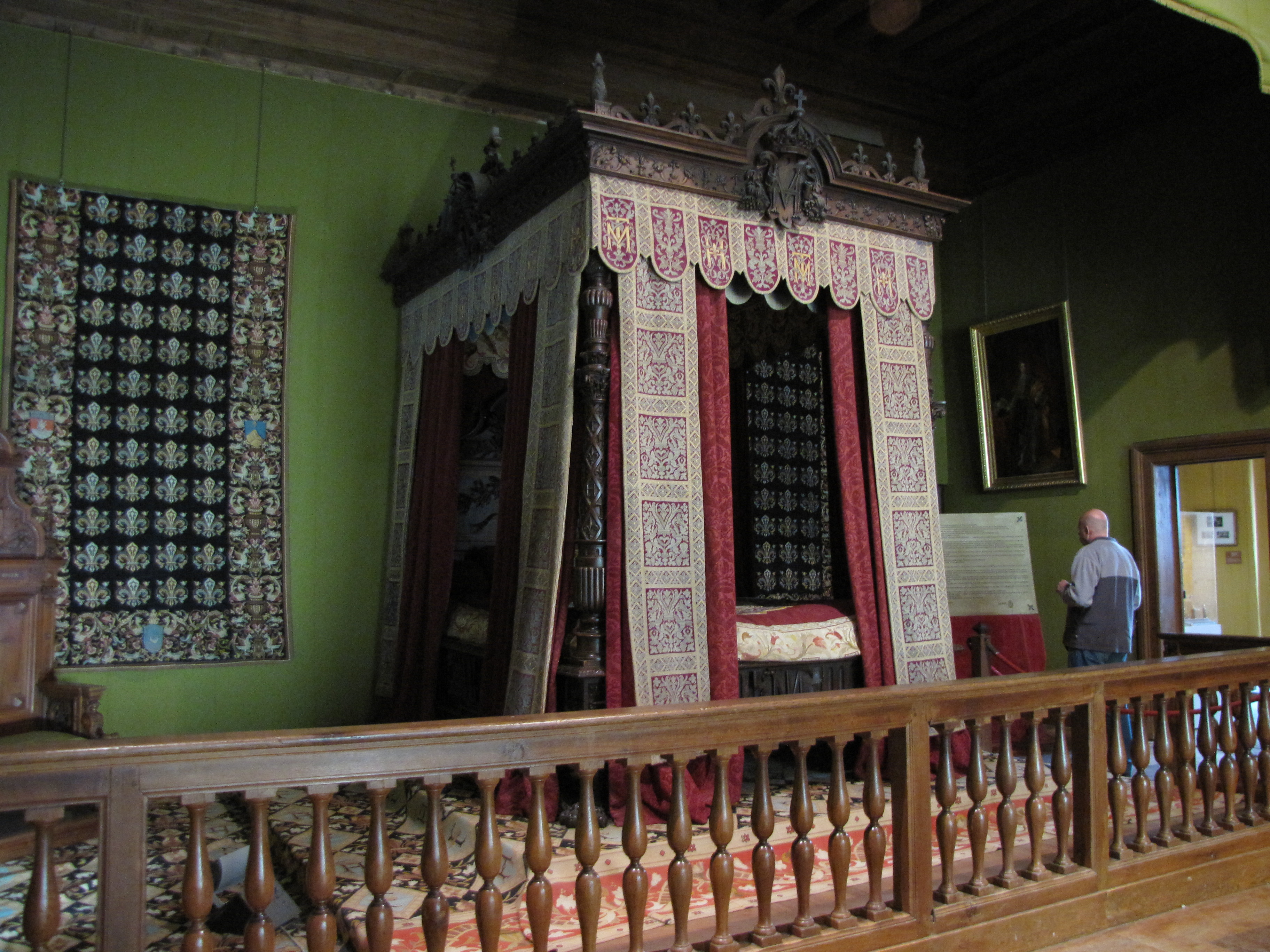
Lit du comte de Chambord, château de Chambord, 1879.
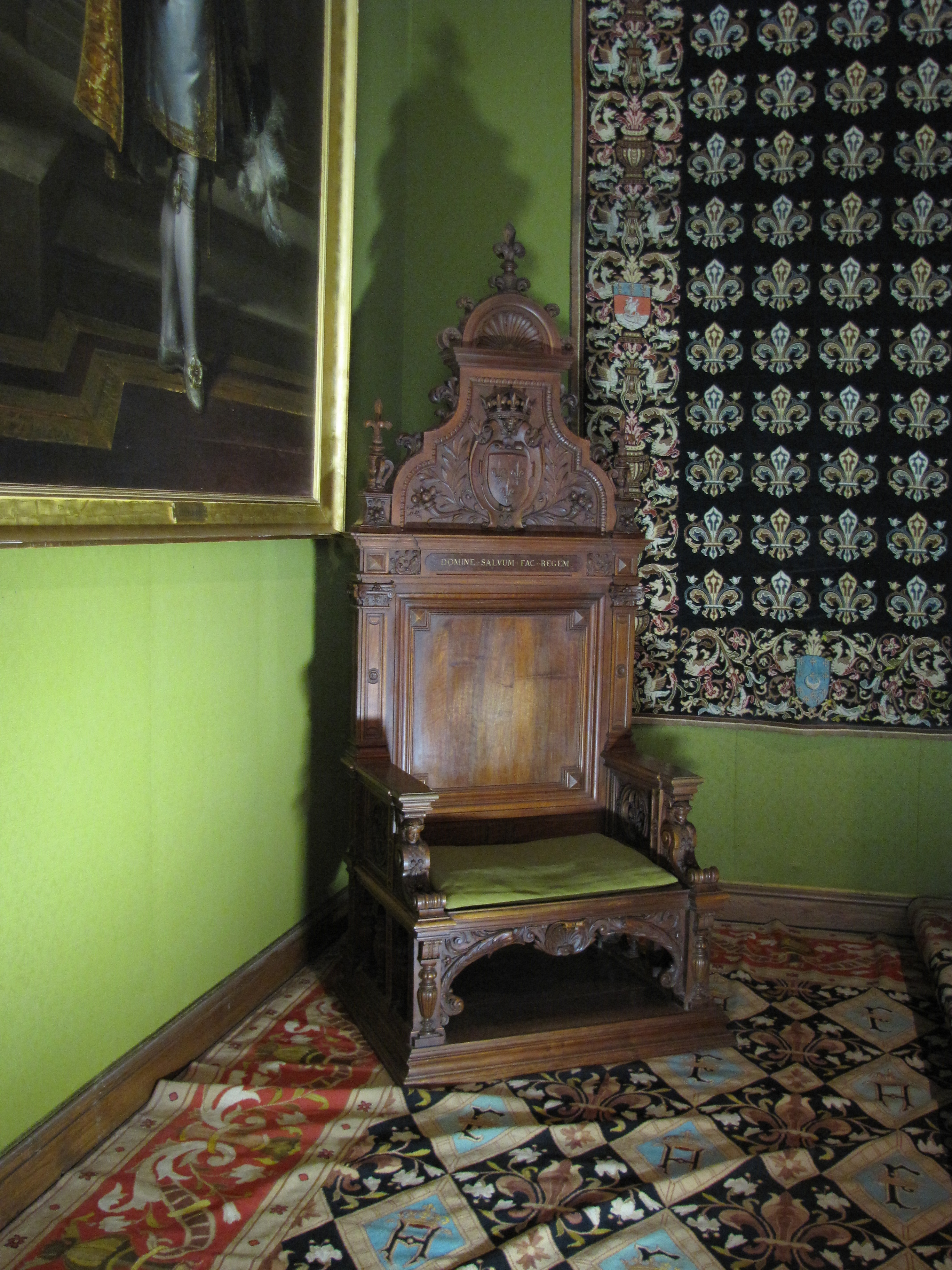
Trône du comte de Chambord, château de Chambord, 1879.

La réalisation de colonnes et de piètements en bois tourné de  plus en plus industrielle permet de faire un mobilier de style à bas prix et à rendement intéressants. Les meubles se parent donc d'une grande quantité d'ornements et sont souvent esthétiquement très lourds. La qualité des sculptures est parfois aussi très réduite. Les bois privilégiés sont sombres et massifs, avec une prédilection pour le chêne et le noyer, quand ils ne sont pas carrément noircis selon la mode Napoléon III.
Vendu par des fabricants sur catalogue, sous l'appellation « Henri II », ce style est appliqué à des formes de meubles sans rapport aucun avec la Renaissance, mais adapté aux usages modernes de la fin du XIXe siècle : tables de billard, porte-manteaux, cadres de miroir, armoires à glace... 
On propose généralement des ensembles coordonnés pour les chambres (lit, chevet et armoire) et les salles à manger. C'est d'ailleurs un style particulièrement populaire pour ces pièces, les ensembles comprenant la table à rallonges, quatre ou six chaises (généralement tapissées de cuir repoussé ou de cannage), un buffet à deux corps vitré (parfois avec des vitraux colorés ou plus rarement un vaisselier) et une desserte. 
D'allure quelque peu prétentieuse, associant avec plus ou moins d'adresse les registres nobles, la grande histoire et la fabrication de masse bon marché, et produit en très grande quantité, il est parfois assimilé à une forme de kitsch. Le terme Henri II a ainsi pris une connotation souvent péjorative.
Associé à la petite bourgeoisie par les artistes et les écrivains, tels que Guy de Maupassant ou Philippe Jullian, ce style est devenu l'objet de quolibets et de boutades :

« Quant aux millionnaires qui achètent aujourd’hui toutes les horreurs que nous ont laissées les siècles passés, ils font partie de cette race que Gantier appelait des bourgeois. Je parierais qu’il existe, dans Paris seulement, dix fois plus de lits seigneuriaux du style Henri II qu’il n’en existait dans toute la France sous ce prince. Et n’oublions pas, en outre, qu’une bonne moitié de cette literie de barbares a été détruite à mesure que s’affinait l’art du sommier. »

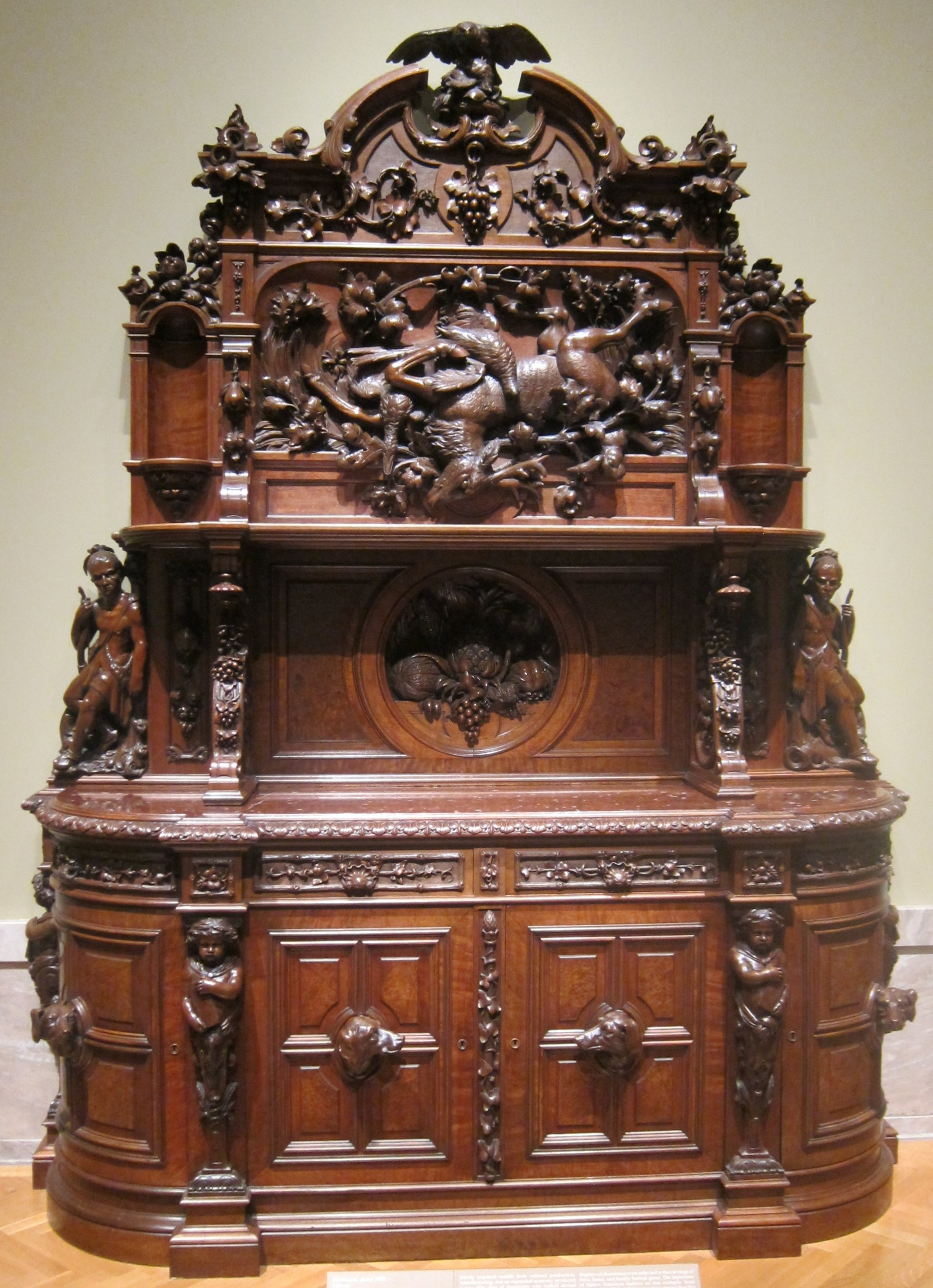
Le style Henri II luxueux : buffet attribué à Joseph Alexis Bailly, vers 1855, musée de Cleveland
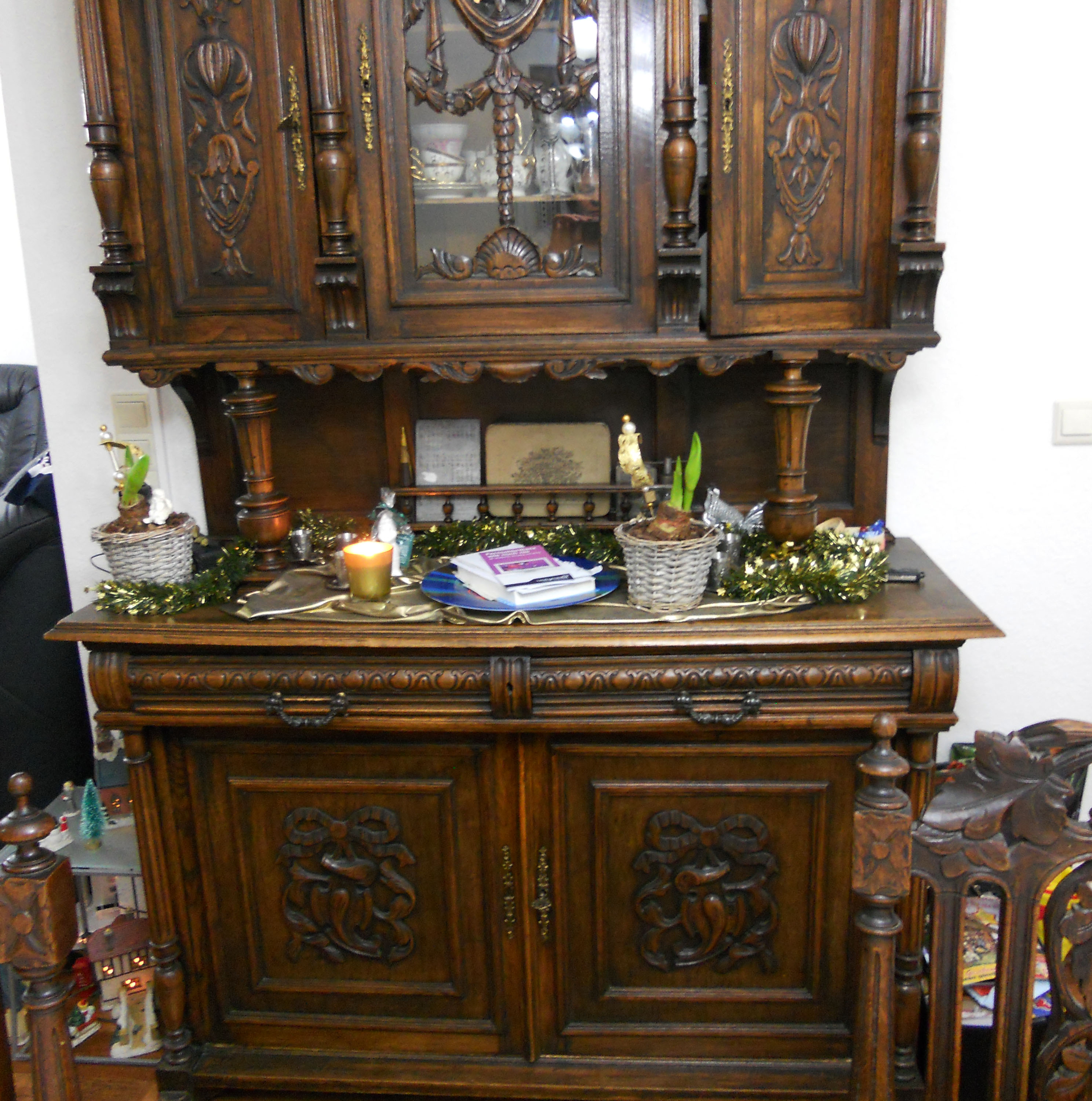
...et sa déclinaison industrielle : buffet de salle à manger à deux corps, XXe siècle.
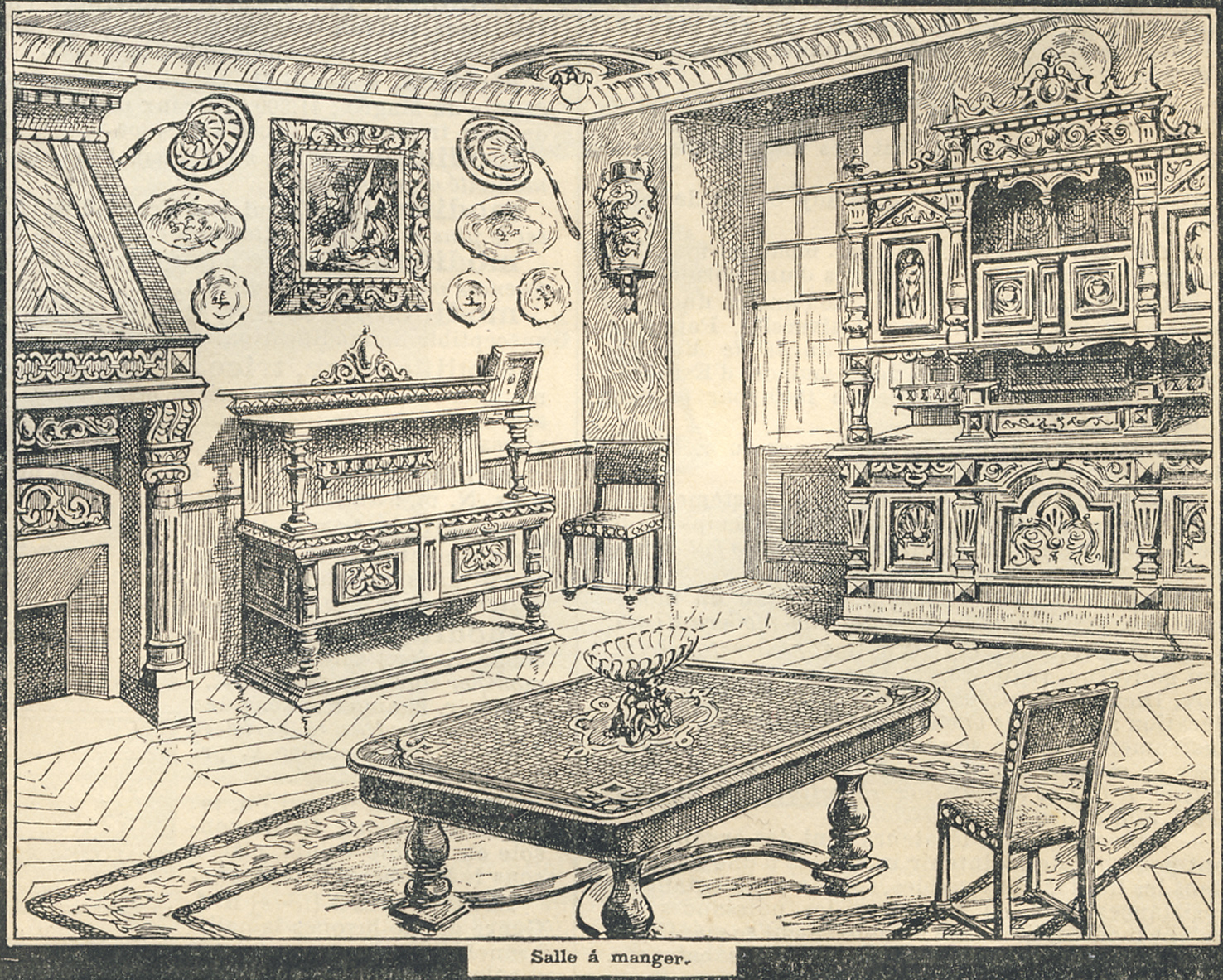
Illustration de salle à manger dans le Larousse illustré (vers 1905).

De même, étant peu adapté aux intérieurs modernes, et en contradiction avec le goût du XXe siècle pour la sobriété et le fonctionnalisme dans le design, il est devenu assez peu recherché en France. 
Cela ne vaut que pour la version industrielle du Henri II. Car malgré cela, les musées et châteaux conservent aussi quelques exemples de très grande qualité, réalisés par des ébénistes de renom. Un bel exemple est la salle à manger qu'Eugène Grasset réalise en 1880 pour l'éditeur et collectionneur Charles Gillot (musée des arts décoratifs, Paris). Dans ce cas, les formes Henri II se rapprochent des lignes de l'Art nouveau et donnent un caractère presque symboliste aux intérieurs.

### en peinture
- Pablo Picasso a réalisé une série de tableaux sur le thème d'un buffet Henri II avec un chien. Les lourds ornements deviennent des formes brisées et sombres qui dominent les objets et personnes les entourant (Chien au buffet Henri II, h/t, 162 × 130 cm, 1959, collection particulière).
- Paul Signac et Édouard Vuillard représentent souvent des figures personnages dans des intérieurs de ce type

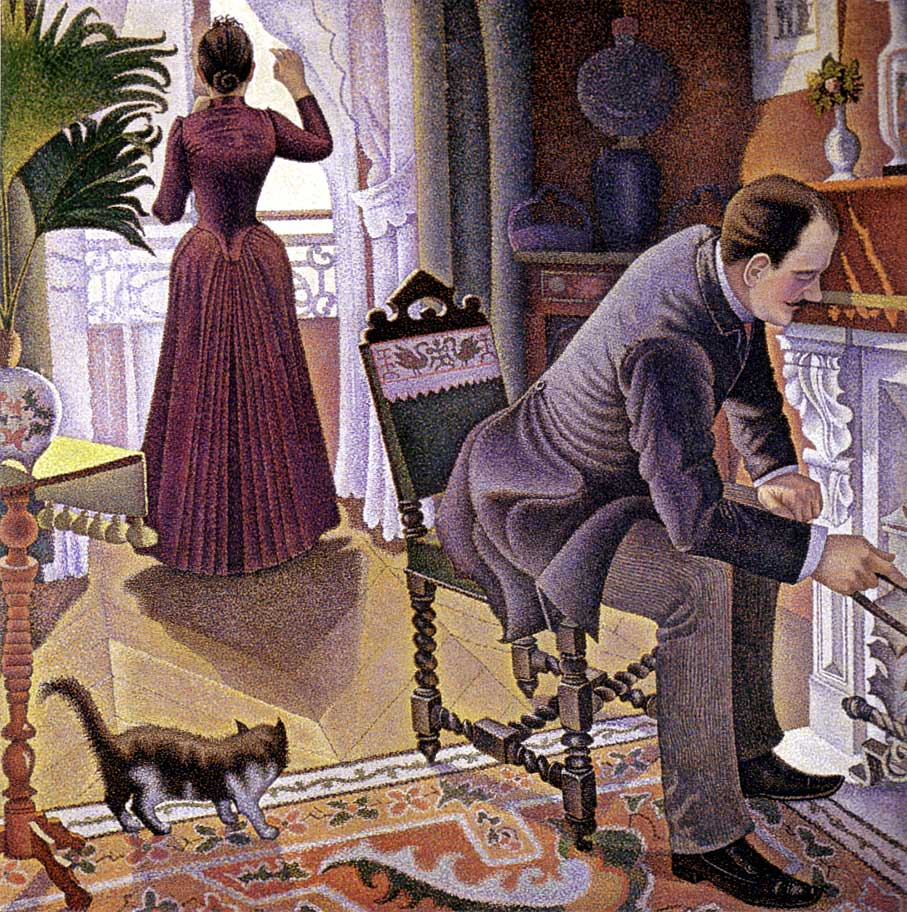
Paul Signac, Dimanche, 1880-1890.

### en littérature
- Marcel Proust, dans À la recherche du temps perdu, fait du style Henri II le style de la maison rêvée du personnage d'Odette, certainement pour évoquer ses goûts artistiques vulgaires et m'as-tu-vu :

« ...elle parla une fois à Swann d'une amie qui l'avait invitée et chez qui tout était « de l'époque ». Mais Swann ne put arriver à lui faire dire quelle était cette époque. Pourtant, après avoir réfléchi, elle répondit que c'était « moyenâgeux ». Elle entendait par là qu'il y avait des boiseries. Quelque temps après elle lui reparla de son amie et ajouta, sur le ton hésitant et de l'air entendu dont on cite quelqu'un avec qui on a dîné la veille et dont on n'avait jamais entendu le nom, mais que vos amphitryons avaient l'air de considérer comme quelqu'un de si célèbre qu'on espère que l'interlocuteur saura bien de qui vous voulez parler : « Elle a une salle à manger... du... dix-huitième ! » Elle trouvait du reste cela affreux, nu, comme si la maison n'était pas finie, les femmes y paraissaient affreuses et la mode n'en prendrait jamais. Enfin, une troisième fois, elle en reparla et montra à Swann l'adresse de l'homme qui avait fait cette salle à manger et qu'elle avait envie de faire venir, quand elle aurait de l'argent, pour voir s'il ne pourrait pas lui en faire, non pas certes une pareille, mais celle qu'elle rêvait et que, malheureusement, les dimensions de son petit hôtel ne comportaient pas, avec de hauts dressoirs, des meubles Renaissance et des cheminées comme au château de Blois..." »
« Cet escalier, d'ailleurs, tout en bois, comme on faisait alors dans certaines maisons de rapport de ce style Henri II qui avait été si longtemps l'idéal d'Odette et dont elle devait bientôt se déprendre... »

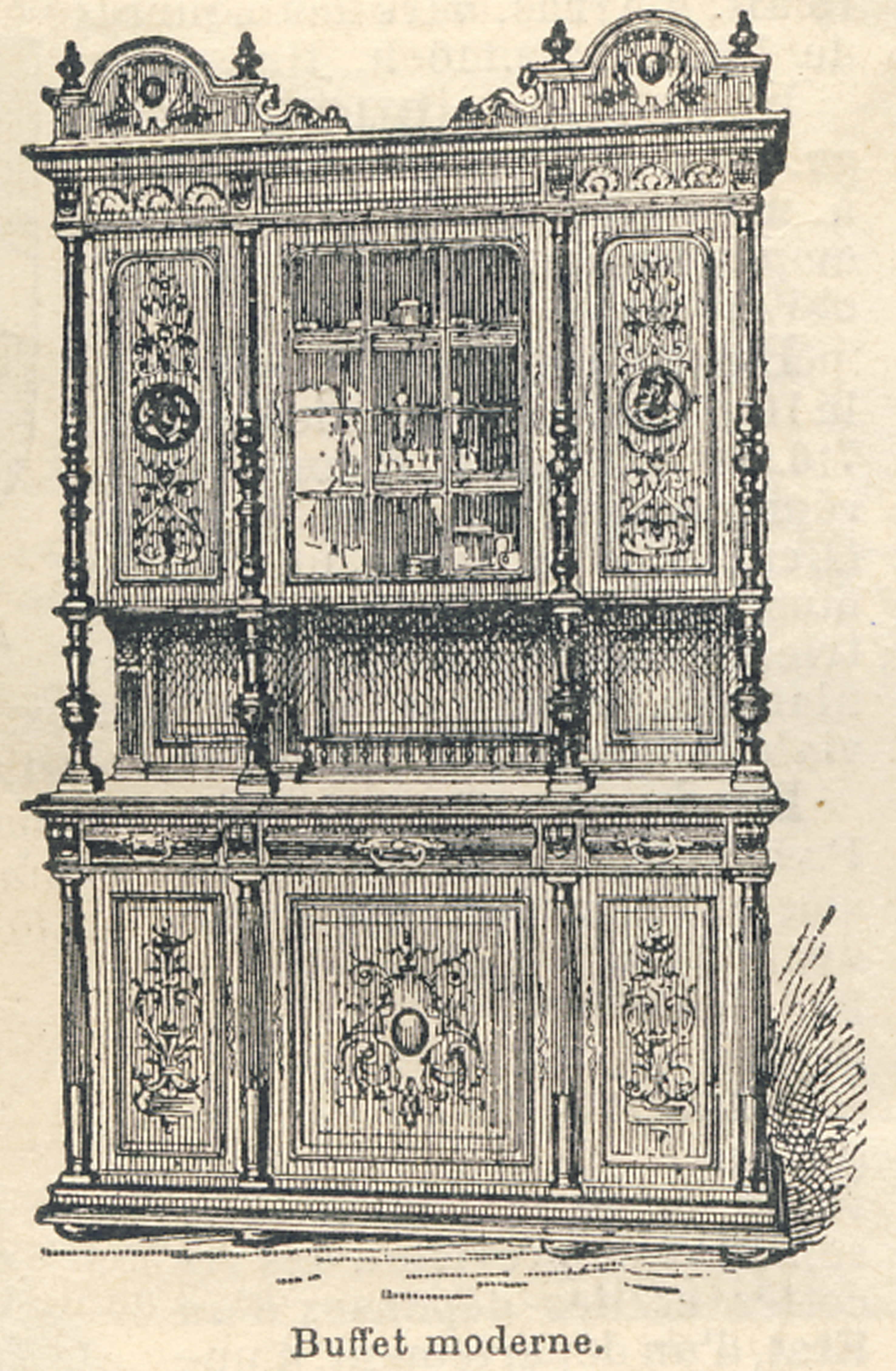

- Edmond Lepelletier, dans Le Pressoir extrait des Deux contes (1887-1888) fait une comparaison peu flatteuse :

« Avec sa figure de travers, ses petits yeux gris très vifs et le dandinement grotesque qui résultait de ses jambes semblables à ces colonnes sculptées, ornement des buffets bourgeois, style Henri II, Basset avait l’air mauvais et sans cesse semblait en quête de quelque mauvais tour à jouer au prochain. »
- René Crevel :

« Pour un petit de bourgeois français, une mère, c’est un meuble, au même titre que le buffet Henri II, le Pleyel du salon, ou le grand lit faux Louis XVI des parents. »
- On le retrouve dans l'Inventaire de Jacques Prévert :

« un buffet Henri II deux buffets Henri III trois buffets Henri IV »
- Philippe Jullian, dans son ouvrage Les Styles (1961) consacre une entrée aux salles à manger Henri II.